# Prosimulium longilobum
Prosimulium longilobum är en tvåvingeart som beskrevs av Peterson och Defoliart 1960. Prosimulium longilobum ingår i släktet Prosimulium och familjen knott.
Artens utbredningsområde är Utah. Inga underarter finns listade i Catalogue of Life.